# Yari Bernasconi
Yari Bernasconi, né le 18 décembre 1982 à Lugano, est un poète et écrivain suisse de langue italienne.

## Biographie
Yari Bernasconi est né en 1982 à Lugano. Sa mère est italienne, originaire de Gênes. Il grandit à Caslano et vit aujourd'hui à Hinterkappelen, près de Berne. 
Il étudie la littérature italienne et la philologie romane à l'Université de Fribourg et y obtient un doctorat en 2013. Il travaille comme correspondant culturel pour RSI Rete Due. Son premier recueil Nuovi giorni di polvere a gagné entre autres le Prix Terra Nova 2016 de la Fondation Schiller, tandis que son deuxième recueil La casa vuota a reçu un Prix suisse de littérature 2022. Les deux recueils ont été traduits en français par Anita Rochedy en 2018 et 2025.
À côté de l'écriture poétique, Yari Bernasconi réalise "à quatre mains" avec Andrea Fazioli plusieurs projets littéraires signés Yari Bernasconi & Andrea Fazioli, parmi lesquels le reportage littéraire A Zurigo, sulla luna ou le recueil de cartes postales Non importa dove.
Il est marié et père de deux filles.

## Poésie
- Lettera da Dejevo, Lugano, Alla chiara fonte, 2009.
- Non è vero che saremo perdonati, in Undicesimo quaderno italiano di poesia contemporanea, Milan, Marcos y Marcos, 2012.
- Da un luogo vacillante, illustré par Guido Volpi, Bologne, Collana Isola, 2013.
- Nuovi giorni di polvere, Bellinzone, Edizioni Casagrande, 2015 (Prix Terra Nova de la Fondation Schiller)[9].
- La città fantasma, Trévise, Nervi Edizioni, 2017.
- Nouveaux jours de poussière / Nuovi giorni di polvere, traduit par Anita Rochedy, Lausanne, éditions d'en bas, 2018.
- Cinque cartoline dal fronte e altra corrispondenza, Forlì, L'arcolaio, 2019.
- Neue staubige Tage / Nuovi giorni di polvere, traduit par Julia Dengg, Zurich, Limmat Verlag, 2021.
- La casa vuota, Milan, Marcos y Marcos, 2021 (Prix suisse de littérature)[10],[11].
- La Maison vide / La casa vuota, traduit par Anita Rochedy, Lausanne, Éditions La Veilleuse, 2025.

## Autres publications
- Giorgio Orelli, Quasi un abbecedario, Bellinzone, Edizioni Casagrande, 2014.
- A Zurigo, sulla luna. Dodici mesi in Paradeplatz, avec Andrea Fazioli, Mendrisio, Gabriele Capelli Editore, 2021.
- In Zürich, auf dem Mond. Zwölf Monate am Paradeplatz, avec Andrea Fazioli, traduit par Marina Galli, Zurich, Limmat Verlag, 2022.
- Manca poco a Natale, avec Andrea Fazioli, illustré par Antoine Déprez, Mendrisio, Gabriele Capelli Editore, 2023.
- Non importa dove, avec Andrea Fazioli, Mendrisio, Gabriele Capelli Editore, 2025.